# Octobre 1741

## Naissances
- 1 octobre : René Gastellier
- 2 octobre :
  - Augustin Barruel
  - Johann Christian von Mannlich
- 4 octobre : Edmond Malone
- 6 octobre : Jacques François Chevalier
- 8 octobre : 
  - José Cadalso
  - Makino Tadahiro
- 10 octobre : 
  - Charles François Marie Joseph de Dortan
  - Henri-Joseph Van Blarenberghe
  - Charles II de Mecklembourg-Strelitz
- 11 octobre : James Barry (peintre)
- 12 octobre : Jean-Louis-Charles-François de Marsanne
- 14 octobre : Yves Marie Audrein
- 16 octobre : Henri-Alexandre Tessier
- 18 octobre : Pierre Choderlos de Laclos
- 21 octobre : Pierre Bertholon de Saint-Lazare
- 25 octobre : Jean-François Berruyer
- 28 octobre : Johann August von Starck
- 29 octobre : François Lassalle-Cezeau
- 30 octobre : 
  - François-Louis de Saillans
  - Angelica Kauffmann